# Braunsapis platyura
Braunsapis platyura är en biart som beskrevs av Reyes 1993. Braunsapis platyura ingår i släktet Braunsapis och familjen långtungebin. Inga underarter finns listade.

## Bildgalleri

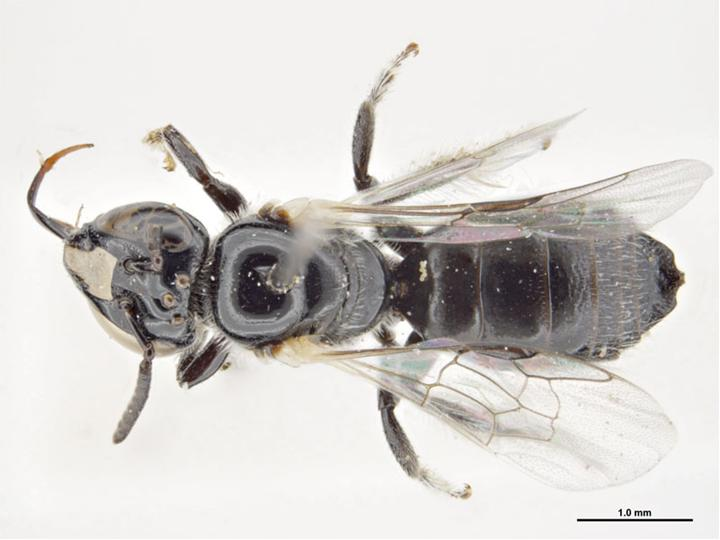